# チェンナイ
チェンナイ（タミル語: சென்னை, タミル語発音: [t͡ɕenːaɪ̯]、英語: Chennai）は、南インドの東側コロマンデル海岸沿いの、ベンガル湾に面するタミル・ナードゥ州の州都。

## 概要
インド有数の世界都市であり、人口は700万人。2018年の都市圏人口は約1330万人であり、同国第4位である。
1996年にマドラス（Madras）から正式に改名された。和名の麻打拉薩、孟打拉沙、馬搭喇はいずれもマドラスから来ている。
「南インドの玄関口」「南アジアのデトロイト」「インドの健康首都」「インド銀行業の首都」の異名を持つ。
自動車産業、情報技術産業、ビジネス・プロセス・アウトソーシング業が盛んである。

### 地名の由来
この地はもともと「チェンナイ」とは呼ばれておらず、その名は16世紀のある英雄の名前に由来する。
1565年以降、ヴィジャヤナガル王国がターリコータの戦いでムスリム5王国に大敗したのち、隣接するビジャープル王国、ゴールコンダ王国の侵入が頻発していた。
チェンナイ近くシュリーカーラハスティの領主ダーマルラ・チェンナッパ・ナーヤカは衰退するヴィジャヤナガル王国のために、ビジャープル王国とゴールコンタ王国の侵入軍と日々戦っていた。
そんな中、1580年、ゴールコンダ王イブラーヒーム・クリー・クトゥブ・シャーが大軍をヴィジャヤナガル王国に派遣してきた。
ダーマルラ・チェンナッパ・ナーヤカはこの一大侵攻を食い止めるため、ゴールコンダの大軍と奮戦し、自らの命と引き換えに撃退して王国を守ったのだった。
後を継いだ息子のダーマルラ・ヴェンカタ・ナーヤカは王国の忠臣だった父の死を悼んで、父の名の一部「チェンナッパ」をとって、この地を「チェンナッパッタナム （Chennapattanam）」と名付けたのだった。それがこの都市の名の由来で、のちに「チェンナイ」とよばれるようになるのである。

## 歴史

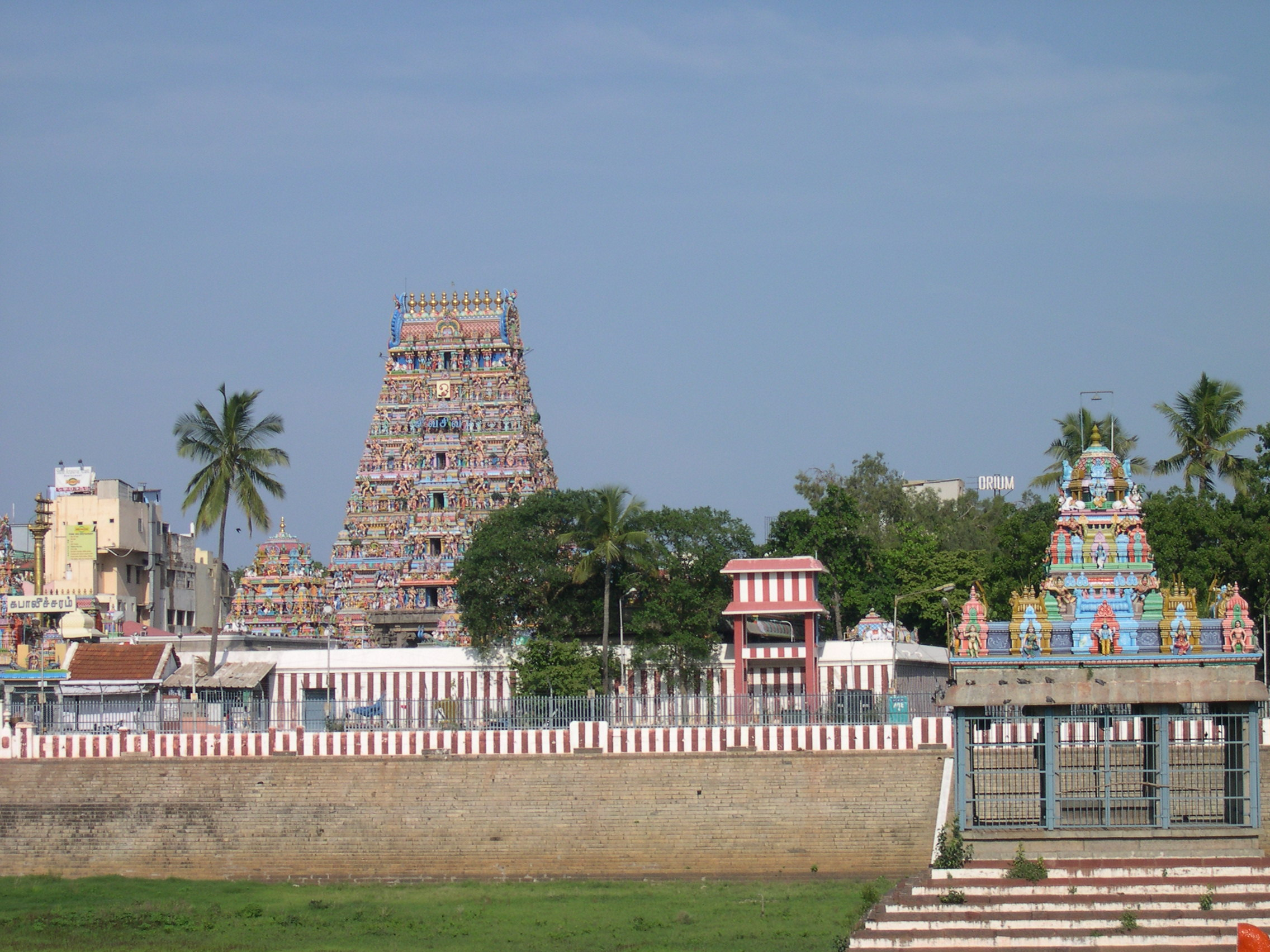
マイラーップルにあるカパーリーシュヴァラル寺院は、パッラヴァ朝の王により7世紀に建立された。

### 古代
チェンナイ周辺は、1世紀頃から都市として存在し、パッラヴァ朝、チョーラ朝、パーンディヤ朝、ヴィジャヤナガル王国などの諸王朝に治められていた。
特にマイラポール（マイラーップル）周辺は、パッラヴァ朝の主要な港として重要な位置にあった。

### 中世
1522年ポルトガルがこの地の近くに要塞を建設し、この地に到って活動し死去したと伝説されるキリスト教のイエスの使徒の一人聖トマスに因んで、サン・トメ要塞と名付けた。
この伝承からコロマンデル地方は歴史的にはサントメとも称した。

### 近世

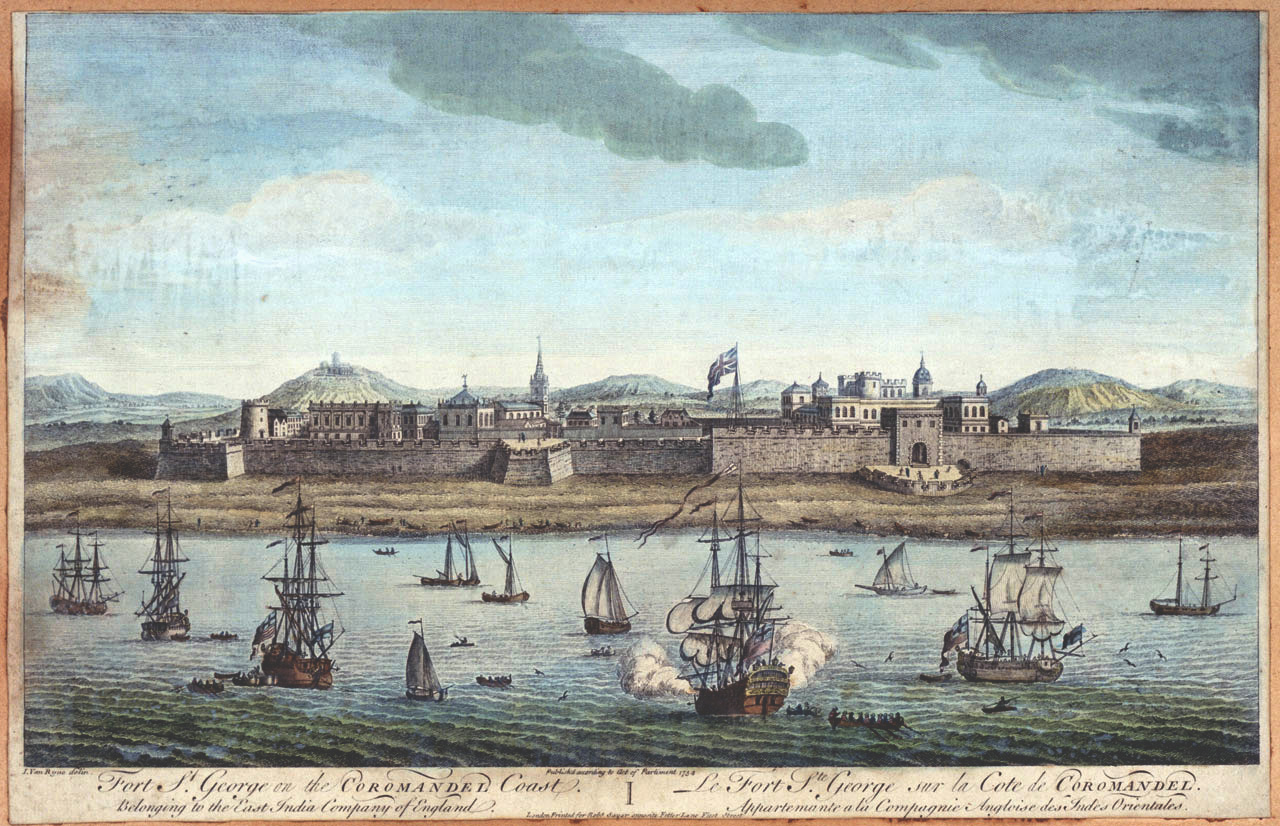
18世紀のセント・ジョージ要塞

1639年8月22日、イギリス東インド会社がダーマルラ・ヴェンカタ・ナーヤカからその中間の土地を取得し、1640年にセント・ジョージ要塞を建設し、チェンナイから「マドラス」と改名した。そして、この要塞を中心に、徐々に市街地が広がっていくことになった。
1746年、モーリシャスの総督であったフランスの将軍ラ・ブルドネが侵攻し、セント・ジョージ要塞とマドラス市街および周辺村落を占領したが、1748年オーストリア継承戦争の結果結ばれたアーヘン和約に基づき、1749年イギリスはマドラスの支配を回復した。
この経験によってイギリスは、セント・ジョージ要塞の規模を拡張し、更なるフランスの侵攻およびマイソール王国支配者ハイダル・アリーの侵攻に備えた。
この要塞を拠点として、18世紀末までにイギリスは現在のタミル・ナードゥ州、アーンドラ・プラデーシュ州、カルナータカ州にあたる地域に勢力を拡大し、マドラス管区を設置してマドラスをその首府とした。

### 近代
イギリス支配の下でマドラスは、マドラス管区の中枢として、また海軍基地として発展した。19世紀後半の鉄道敷設に伴い、ボンベイ（現在のムンバイ）やカルカッタ（現在のコルカタ）などのインドの他の重要都市や内陸の諸地域と連結した。第一次世界大戦中には、石油貯蔵庫がドイツの軽巡洋艦エムデンによって砲撃され、中央同盟国によって攻撃されたインドにおける唯一の都市となった。

### 現代
1947年の独立後、マドラスはマドラス州の州都となり、1965年から1967年には、インド全土のヒンディー語公用語化に反対する拠点となる。1968年にマドラス州はタミル・ナードゥ州となり、マドラスはその州都としてとどまる。
スリランカ内戦に伴い、マドラスでは時折政治的な暴力事件が発生する。1984年にタミル・イーラム解放のトラによって空港に仕掛けられた爆弾により33人が殺害された事件を始め、1991年にはイーラム革命的解放人民戦線のメンバー13人と民間人2人が殺害されるなどの事件が発生している。これに対し当局は断固とした処置を行い、以降マドラスでは目立ったテロリストの活動は見受けられない。
1996年8月、都市名のマドラスは、植民地支配に由来する名前であるとして、英雄の名に由来するかつての「チェンナイ」の名に改められた。
2004年にはインド洋大津波の被害に見舞われ、多数が死傷、海岸線も変化した。2015年12月には大洪水が発生し、269名の犠牲者を出した。また翌2016年の12月にはサイクロン・バーダーが非常に強い勢力を保ったまま直撃し、甚大な被害をもたらした。

## 地理

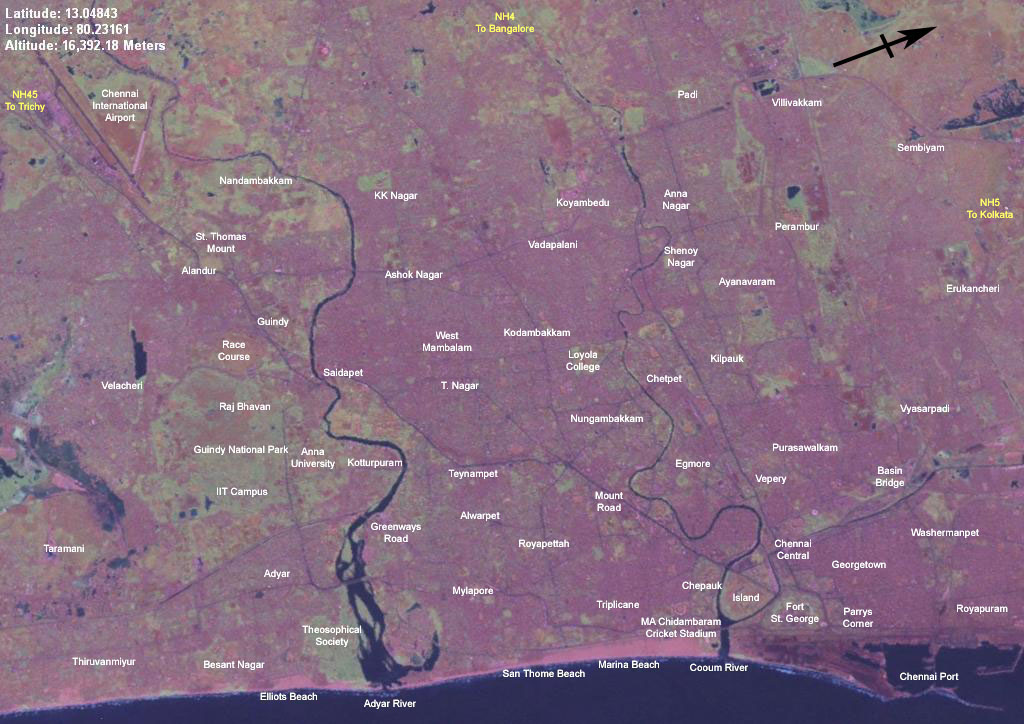
チェンナイの衛星画像。平らな海岸平野に位置している。

### 位置
チェンナイはしばしば「南インドの玄関口」と称されるように、タミル・ナードゥ州北東部のインド南東海岸沿いの平らな海岸平野に位置している。
平均海抜は約6.7 mで、もっとも高い地点でも60 mほどである。

### 地形
2本の主要な河川が蛇行しながら都市を通過しており、そのうちクーヴァミャール川（クーアム川）は都市の中央を、アダイヤール川（アッドヤー川）は南を流れる。
クーヴァミャール川は南インドでも有数の汚染が酷い河川であり、周辺住民の健康への影響が懸念されている。
3本目の河川、コーチャスタライヤール川は都市の北縁を流れエンノールにてベンガル湾へと注ぎ込む。この河口も、地域の工場から出される廃水により深刻な汚染に晒されている。 
アダイヤール川が形成する三角江は、鳥類や動物の生息地となっている。
内陸4 kmに位置するバッキンガム運河は海岸線と平行に作られており、2本の河川を結んでいる。
その他、都市の西縁には大小さまざまな湖が存在している。都市のいくつかの領域では、地下水に過剰な鉄分が含まれることが問題となっている。

### 気候
チェンナイはケッペンの気候区分でサバナ気候に属す。チェンナイは熱赤道上に位置しており、また沿岸部に位置することから、季節による極端な気温の変化は抑えられている。気候は年間を通じて暑く、湿度も高い。最も暑いのは5月の終わりから6月の頭にかけてで、この時期の最高気温は約35–40°Cに達する。最も涼しいのは1月で、最低気温は約15–22°Cとなる。過去記録された最低気温は13.8°Cで、最高気温は45°Cである。 年間の平均降水量は約1,400 mm。 都市の降水の大半は10月中旬から12月中旬にかけての北東モンスーンの時期にもたらされる。またベンガル湾のサイクロンもたびたび都市を襲う。記録されている中で最も降水量が多かったのは、2005年の2,570 mmである。
| チェンナイ（1901年–2000年）の気候                              | チェンナイ（1901年–2000年）の気候 | チェンナイ（1901年–2000年）の気候 | チェンナイ（1901年–2000年）の気候 | チェンナイ（1901年–2000年）の気候 | チェンナイ（1901年–2000年）の気候 | チェンナイ（1901年–2000年）の気候 | チェンナイ（1901年–2000年）の気候 | チェンナイ（1901年–2000年）の気候 | チェンナイ（1901年–2000年）の気候 | チェンナイ（1901年–2000年）の気候 | チェンナイ（1901年–2000年）の気候 | チェンナイ（1901年–2000年）の気候 | チェンナイ（1901年–2000年）の気候 |
| 月                                                             | 1月                               | 2月                               | 3月                               | 4月                               | 5月                               | 6月                               | 7月                               | 8月                               | 9月                               | 10月                              | 11月                              | 12月                              | 年                                |
| -------------------------------------------------------------- | --------------------------------- | --------------------------------- | --------------------------------- | --------------------------------- | --------------------------------- | --------------------------------- | --------------------------------- | --------------------------------- | --------------------------------- | --------------------------------- | --------------------------------- | --------------------------------- | --------------------------------- |
| 最高気温記録 °C （°F）                                         | 33 (91)                           | 37 (99)                           | 39 (102)                          | 43 (109)                          | 46 (115)                          | 45 (113)                          | 41 (106)                          | 40 (104)                          | 39 (102)                          | 39 (102)                          | 34 (93)                           | 33 (91)                           | 45 (113)                          |
| 平均最高気温 °C （°F）                                         | 28.8 (83.8)                       | 30.5 (86.9)                       | 32.6 (90.7)                       | 34.7 (94.5)                       | 37.4 (99.3)                       | 37.3 (99.1)                       | 35.3 (95.5)                       | 34.5 (94.1)                       | 33.9 (93)                         | 31.8 (89.2)                       | 29.4 (84.9)                       | 28.4 (83.1)                       | 32.88 (91.18)                     |
| 平均最低気温 °C （°F）                                         | 20.4 (68.7)                       | 21.1 (70)                         | 23.0 (73.4)                       | 25.8 (78.4)                       | 27.6 (81.7)                       | 27.4 (81.3)                       | 26.1 (79)                         | 25.5 (77.9)                       | 25.2 (77.4)                       | 24.2 (75.6)                       | 22.6 (72.7)                       | 21.2 (70.2)                       | 24.17 (75.53)                     |
| 最低気温記録 °C （°F）                                         | 14 (57)                           | 15 (59)                           | 17 (63)                           | 20 (68)                           | 21 (70)                           | 21 (70)                           | 22 (72)                           | 21 (70)                           | 21 (70)                           | 17 (63)                           | 15 (59)                           | 14 (57)                           | 14 (57)                           |
| 降水量 mm （inch）                                             | 22.5 (0.886)                      | 2.2 (0.087)                       | 4.0 (0.157)                       | 7.7 (0.303)                       | 43.9 (1.728)                      | 55.9 (2.201)                      | 100.3 (3.949)                     | 140.4 (5.528)                     | 137.3 (5.406)                     | 278.8 (10.976)                    | 407.4 (16.039)                    | 191.1 (7.524)                     | 1,391.5 (54.783)                  |
| 平均降水日数                                                   | 1.3                               | 0.4                               | 0.3                               | 0.6                               | 1.4                               | 4.0                               | 6.9                               | 8.5                               | 7.1                               | 10.6                              | 11.7                              | 6.3                               | 59.1                              |
| 出典1：世界気象機関                                            |                                   |                                   |                                   |                                   |                                   |                                   |                                   |                                   |                                   |                                   |                                   |                                   |                                   |
| 出典2：Indian Meteorological Department (rainy days 1971–2000) |                                   |                                   |                                   |                                   |                                   |                                   |                                   |                                   |                                   |                                   |                                   |                                   |                                   |

### 地域

#### チェンナイ大都市圏
チェンナイの都市圏は、チェンナイ県と、隣接するカーンチプラム県およびティルヴァッルール県の一部に広がっている。
郊外の比較的大きい市街は町庁が、小さい市街はパンチャーヤトと呼ばれる町会議が設置されている。
タミル・ナードゥ州の州都であるチェンナイには、州政府の行政府と立法府が設置されており、セント・ジョージ要塞の一部である官邸などに入っている。タミル・ナードゥ州とパーンディッチェーリ連合区とを管轄するマドラス高等裁判所もチェンナイに設置されている。
警察任務は、チェンナイ県内は大チェンナイ警察、その外は各県の警察が担当している。

#### チェンナイ県
チェンナイの中心部は、チェンナイ県下にある。しかしチェンナイ県は他の県と異なり、「都市県」という扱いで、特殊な機構を保持している。
チェンナイ県では、タミル・ナードゥ州警察の下部機関である大チェンナイ警察が警察任務に当たっている。警察本部長が指揮する。36の方面本部を有しており、121の警察署が設置されている。このうち15の警察署がISO 9001:2000の認証を受けている。チェンナイ市内の交通に関しては、チェンナイ市交通警察が担当している。

#### チェンナイ市
チェンナイ市は、インドのタミル・ナードゥ州の政令指定都市の一つ。
市長を頂点とした行政機構と、小選挙区制で選出された155名の議員が構成する市議会が設置されている。市議会議員の中から一名、議員の投票により副市長が選出され、市長とともに10の常任委員会を主宰する。チェンナイの市制は1688年に施行された。
チェンナイ市は、チェンナイ北部、チェンナイ中部、チェンナイ南部という、インド連邦議会下院の3つの選挙区を有している。現在、チェンナイ北部からはC・クップサーミ、チェンナイ中部からはダヤーニディ・マーラン、チェンナイ南部からはT・R・バールが選出されている。また、チェンナイ市はタミル・ナードゥ州議会の18の選挙区を有している。

### 人口

#### 人口動態
2011年時点の人口は4,681,087人、人口密度は26,903人/km2で、都市圏全体での人口は8,696,010人。2001年から2011年の人口増加率は7.77%であった。2001年当時でも人口密度が24,682人/km2、都市圏で5,922人/km2あるように、チェンナイは世界でも有数の人口密度が高い都市である。2013年現在、チェンナイ都市圏はインドで4番目に大きな都市圏であり、世界全体でも31番目の規模に位置している。男女比は男性1,000人に対して女性が951人で、全国平均の944人より女性の比率が高い。識字率は2001年が85.33%、2011年には90.33%まで向上しており、この数字も全国平均の79.5%よりも高い。しかしながら、インドの大都市の中で4番目に多いスラム人口も抱えており、その数は820,000人に上る（都市人口の18.6%）。2011年のセンサスでは、チェンナイ県には110万世帯が居住しており、そのうち51%が賃貸住宅で生活している。
| チェンナイの宗教 | チェンナイの宗教 | チェンナイの宗教 | チェンナイの宗教 | チェンナイの宗教 |
| ---------------- | ---------------- | ---------------- | ---------------- | ---------------- |
| 宗教             |                  |                  | パーセント       |                  |
| ヒンドゥー教     | ヒンドゥー教     |                  | 84.3%            | 84.3%            |
| イスラム教       | イスラム教       |                  | 7.9%             | 7.9%             |
| キリスト教       | キリスト教       |                  | 7.6%             | 7.6%             |
| ジャイナ教       | ジャイナ教       |                  | 1.1%             | 1.1%             |

チェンナイの主要民族はタミル人であり、最も話されている言語はタミル語である。しかし英語もホワイトカラー労働者を中心に広く用いられており、しばしばタミル語と混ざって用いられる。タミル人以外の民族としてはテルグ人が最も多い。2001年の調査では、人口のうち2,937,000人（人口の33.8%）が外部からの転入者で、そのうち61.5%は州内の別の地域からの、33.8%は国内のそれ以外の地域からの、3.7%は国外からの移住者であった。
チェンナイには、ムンバイやデリー、コルカタといったインドの他の大都市と同様、さまざまな民族・宗教コミュニティが存在している。こうしたマイノリティとしては、マールワーリー人、パールシー、シンド人、オリヤー人、ゴア人、カンナダ人、アングロインディアン、ベンガル人、パンジャーブ人、それにマラヤーリがある。宗教についても、2001年のセンサスによればヒンドゥー教が81.3%を占めつつも、イスラム教が9.4%、キリスト教が7.6%、それにジャイナ教が1.1%が存在している。

## 政治

### 行政

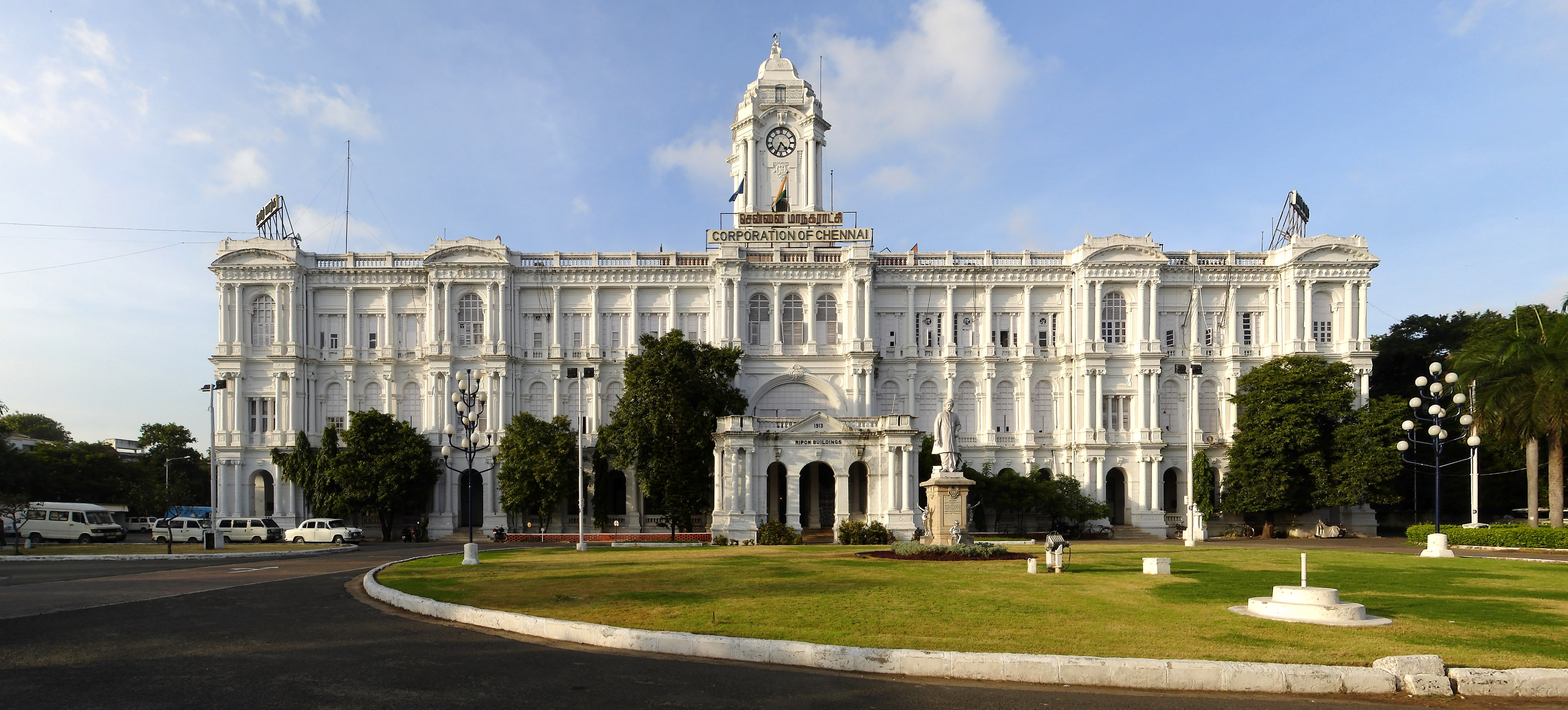
チェンナイ市庁は1913年に竣工した Ripon Building に入っている。

チェンナイはタミル・ナードゥ州の政令指定都市に指定されており、自治体としてチェンナイ市が設置されている。
市長を頂点とした行政機構と、小選挙区制の直接選挙で選出された155名の議員が構成する市議会を有している。
市議会議員の中から一名、議員の投票により副市長が選出され、市長とともに10の常任委員会を主宰する。チェンナイの市制は1688年に施行された。

## 対外関係

### 姉妹都市
- ヴォルゴグラード、ロシア 1966年
- デンバー、アメリカ合衆国 1984年
- サンアントニオ、アメリカ合衆国 2008年
- クアラルンプール、マレーシア 2010年
- 重慶、中国 2015年
- 蔚山、韓国 2016年

## 経済

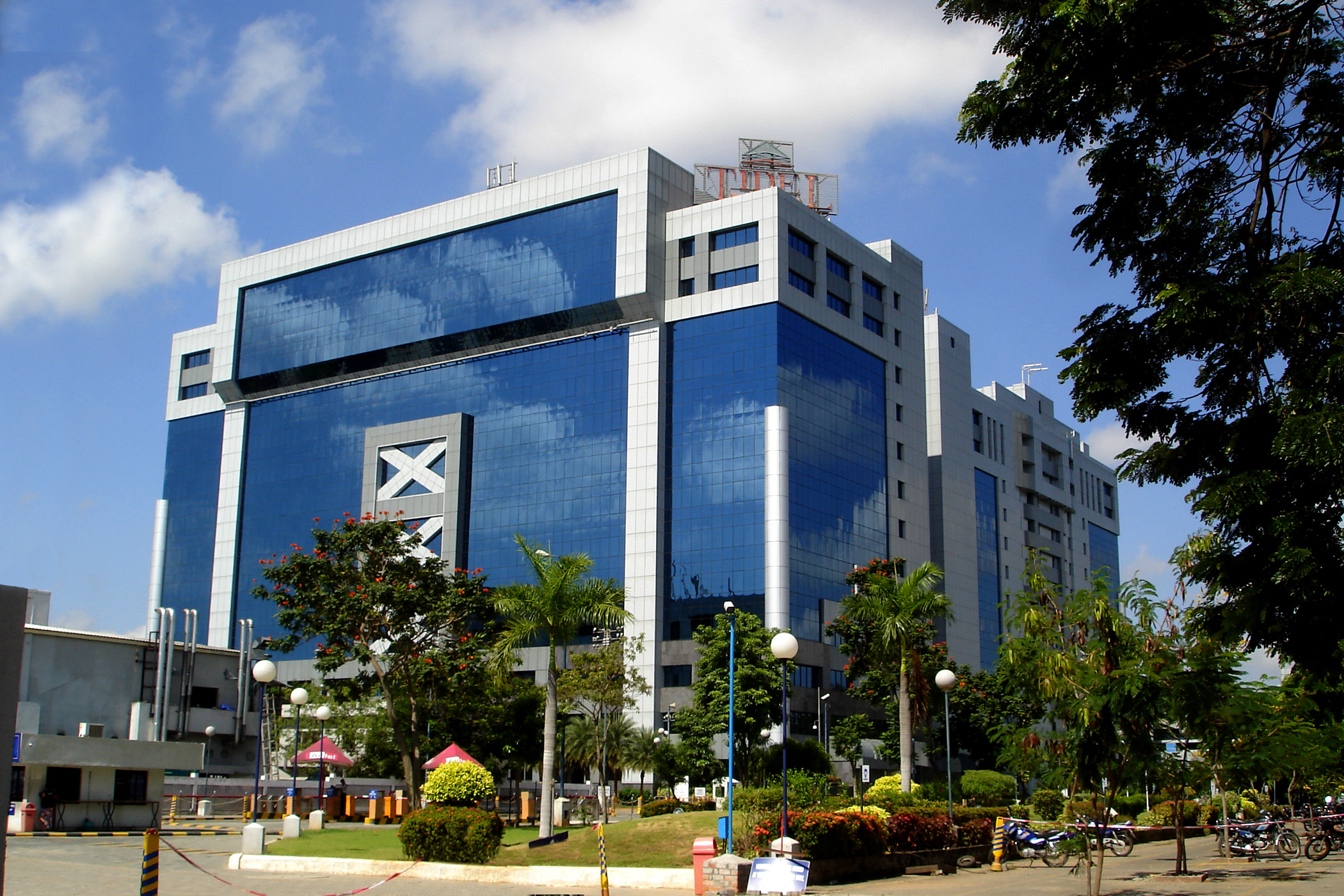
アジア有数のITパークであるTIDEL Park

### 第二次産業

#### 工業
チェンナイの工業化は、その歴史を16世紀の織物工場にまで遡ることが出来る。
現代のチェンナイはインドでも有数の世界都市である。
フォーブス誌においては世界で最も成長が早い都市トップ10 (Forbes-Top 10 Fastest Growing Cities in the World) にインドの都市として唯一選出されており、フォーチュン誌が選出するインドの上位500企業もムンバイ、デリー、コルカタに次いで多く所在している。チェンナイを本拠とする24のインド企業の資産は10億USドルを超える。
2012年時点で、チェンナイには15のゾーンに34,260の企業が存在しており、そのうち5,196社は500万ルピーを超える払込資本金を持つ。 チェンナイには自動車製造やソフトウェアサービス、ハードウェア製造、ヘルスケア、金融サービスといった業種を中心とする様々な産業が根付いている。
インド工業連盟では2008年、チェンナイの経済は2025年に現在の2.5倍の1,000億ドル規模にまで成長するとの見積りを行っている。
他市に劣らずチェンナイ市は外資の誘致に積極的である。市の郊外には産業振興地域をつくり、日産自動車、フォード、ヒュンダイといった自動車メーカーとその関連企業が進出している。
インド最大のタイヤメーカーであるMRFタイヤの本社も同地に所在する。また、IT関連企業の進出もさかんで、最近はノキアが新工場を建設している。

## 交通
「南インドの玄関口」として知られるチェンナイは、国内交通のみならず国際交通の重要な集結点である。

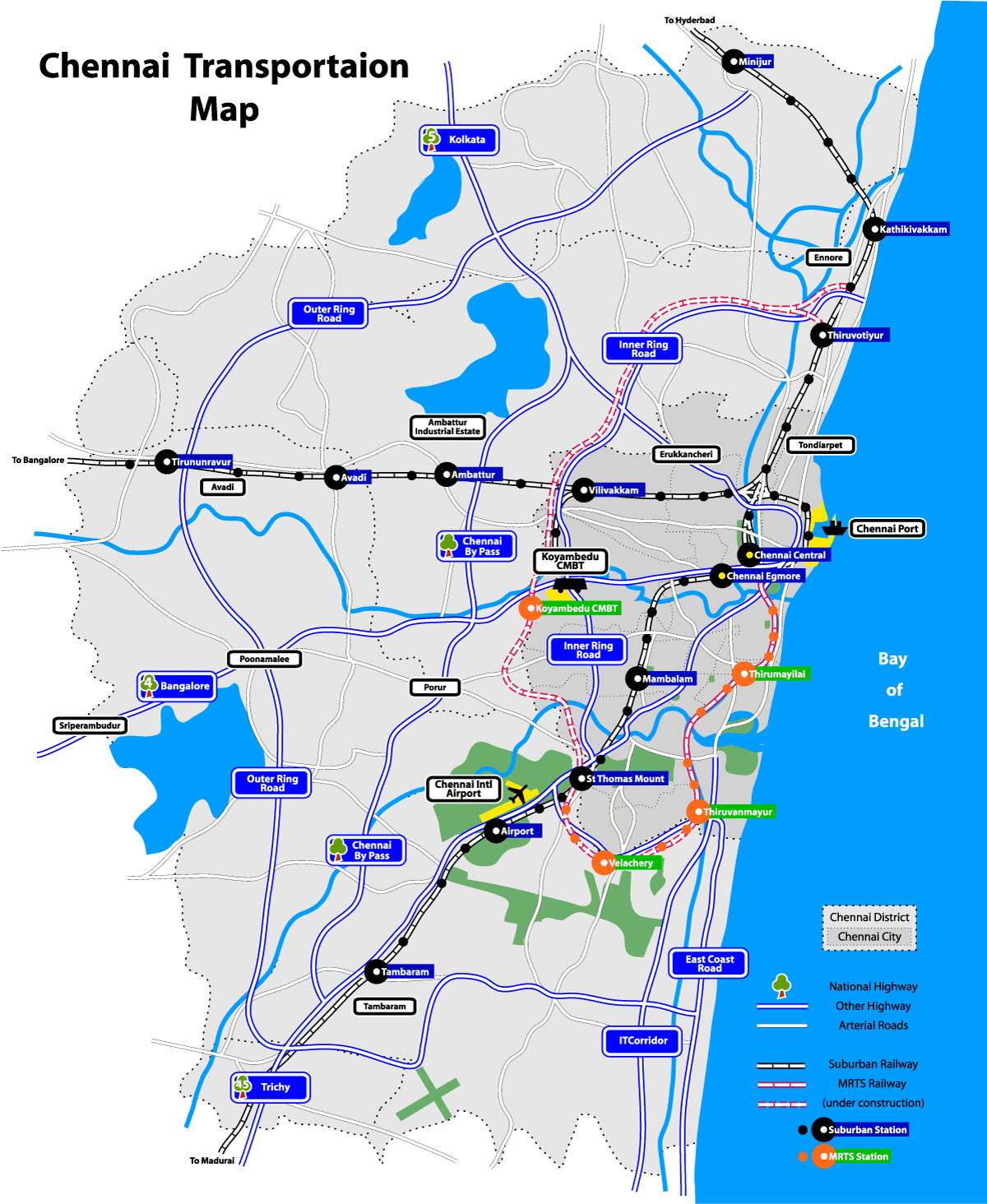
チェンナイ都市圏の道路および鉄道路線図。

### 空路

#### 空港
チェンナイの南西部郊外に建設されたチェンナイ国際空港は、国内線の重要拠点であるのみならず、国外から南インド各地へ向かう人々のインドへの入り口となる空港である。30以上の航空会社の航空便により、南アジア、東南アジア、中東、欧州、北アメリカの各地のハブ空港と繋がっている。日本からは全日本空輸が成田国際空港から直行便を運航している。貨物便の発着便数は、国内第2位の規模である。

### 鉄道

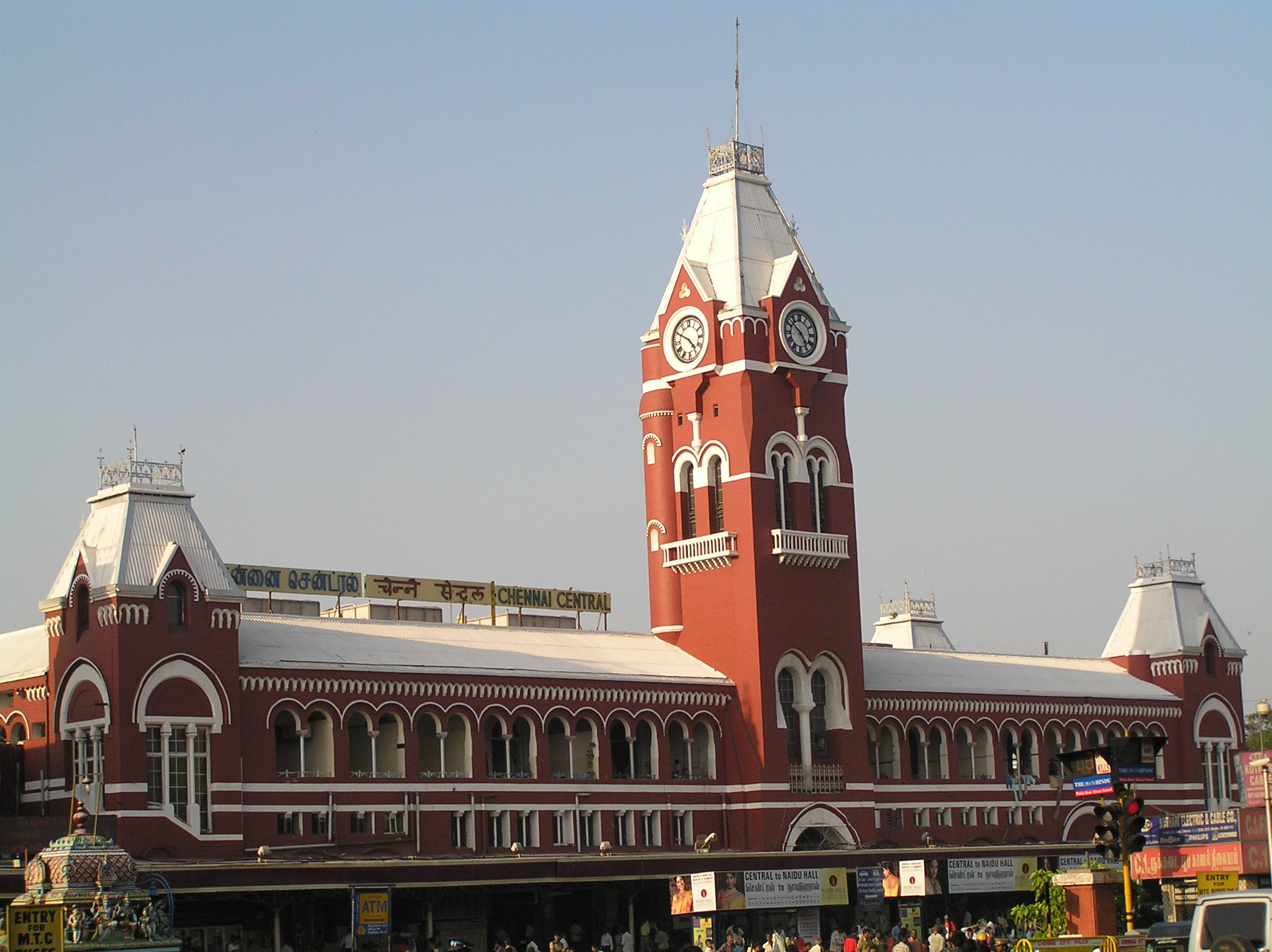
チェンナイ中央駅。1873年に建設され、1900年に改築された。ターミナルであったローヤプラム駅からその機能を1907年に受け継いで以来、地域鉄道交通の中心となっている。

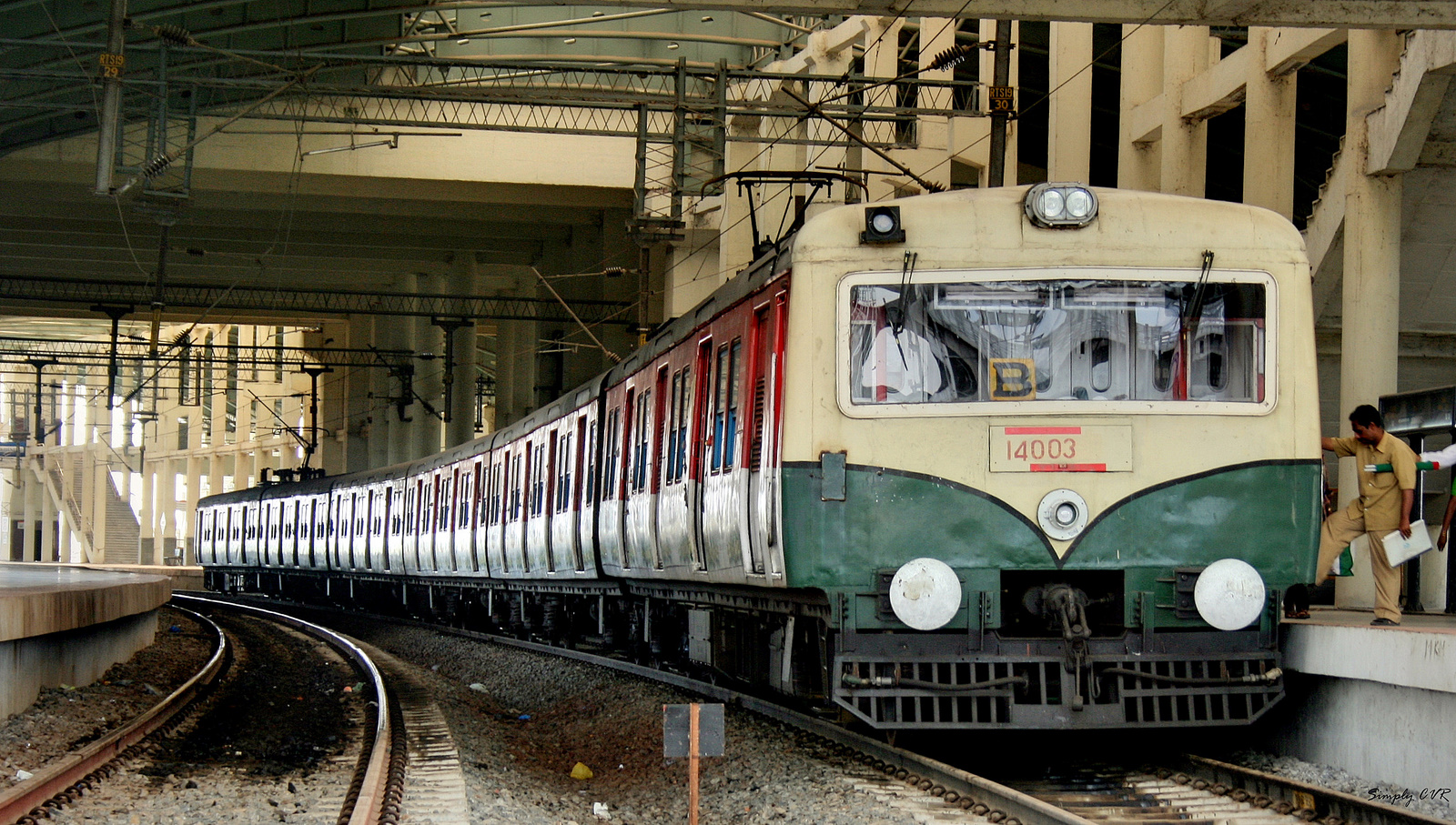
チェンナイのVelachery MRTS駅

チェンナイには2つの終着駅がある。一つはインド各地の都市と結ばれている地域最大の終着駅チェンナイ中央駅、もう一つはタミル・ナードゥ州各地を結ぶ鉄道の終着駅であるチェンナイ・エグモア駅である。

#### 鉄道路線
チェンナイの近郊列車は4路線ある。
- チェンナイ中央駅 ----- アラッコーナム駅 路線
- チェンナイ中央駅 ----- スーッルールペータ駅 路線
- チェンナイ海岸駅 ----- チェンガルパットゥ駅 路線
- チェンナイMRTS（英語版）（高速大量輸送システム: MRTS）
- チェンナイ・メトロ（英語版）
  - ブルーライン - チェンナイ国際空港からエグモア、旧市街を経て北部へ抜ける路線。
  - グリーンライン - リトル・マウント駅を始点とし、ブルーラインと接続し、市内西部を周りCMBT、セントラル駅を経てエグモアへ到達する路線。

MRTSは高架上の広軌鉄道で、一部は開通しているが建設が進行中であり、完成すれば他の3路線すべてと連絡する予定である。チェンナイ・メトロの建設も州政府によって推進されており、JICAの支援を受けている。2018年8月現在はグリーンラインは全線開通し、ブルーラインも部分開通だが市内中心部の一部と北部を残すのみとなっている。インドの他都市のメトロ同様、地下路線と地上路線が混在している。また、これらに加えて3線を建設する計画があり、それぞれマダバラムとシルーズリー、CMBTとマリーナ・ビーチ、マダバラムとショリンガナルールを結ぶ計画である。

### バス

#### 高速バス
チェンナイ・バスターミナル (Chennai Mofussil Bus Terminus: CMBT) は、数多くの都市間を結ぶ中・長距離バスの終着点となっており、南アジア最大のバスターミナルであると言われる。
現在、7つの交通公社が都市間バスを運営しており、その他にも多くの私営のバス会社が都市間・州間バスの終着点として利用している。以前はチェンナイの中心街パリース (Parrys) にあったが、近年西部郊外のコーヤンペードゥ (கோயம்பேடு ; Koyambedu / Coimbedu) に移され、大幅に拡張された。

#### 路線バス
都市圏内バスは大都市交通公社によって運営されている。
公社は2773台のバスで375路線の運送を行っており、一日当たり約420万人を運んでいる。郊外では公社の運営ではない小型乗合自動車が数多く運行している。
また、「ミニキャブ」(Mini Cabs) という愛称を持つ小型ミニバンの路線運行も都市圏内外で行われている。

### タクシー
タクシーは、空港などの大規模施設からは料金固定制タクシー、その他ではメーター制のタクシーも走っているが、最も多いのはオートリキシャーであり、料金はほとんどの場合、交渉制である。

### 道路

#### 高速道路
5つの幹線高速国道がコルカタ、バンガルール、ティルチラーッパッリ、ティルヴァッルール、パーンディッチェーリへと放射状に広がっている。

### 航路

#### 港湾
チェンナイはチェンナイ港を擁しており、また北隣のティルヴァッルール県にあるエンノール港も、チェンナイの港として機能している。チェンナイ港は国内第二の規模であり、自動車や機械類などを総合的に扱っている。一方エンノール港は、石炭や鉱石などの積荷を扱っている、国内第12位の港である。
これとは別に、ローヤプラムには、地域の漁民と漁船が利用する漁港がある。

## 教育
チェンナイには、タミル・ナードゥ州立の学校と私立の学校とがある。私立の学校では主に英語で教育が行われており、州立の学校では州の公用語であるタミル語で教育が行われるものもあるが、英語を用いているものが多い。私立学校は普通、国の機関である後期中等教育中央審議会か、あるいは州の機関であるタミル・ナードゥ州後期中等教育審議会に加入している。また、インド高等学校卒業認定審議会に加入しているものや、モンテッソーリ・システムを採用しているもの、国際バカロレア資格を取得させるものもある。共通テストでは合格率がインド全土で最高である。

### 大学
主な大学には、以下のようなものがある。

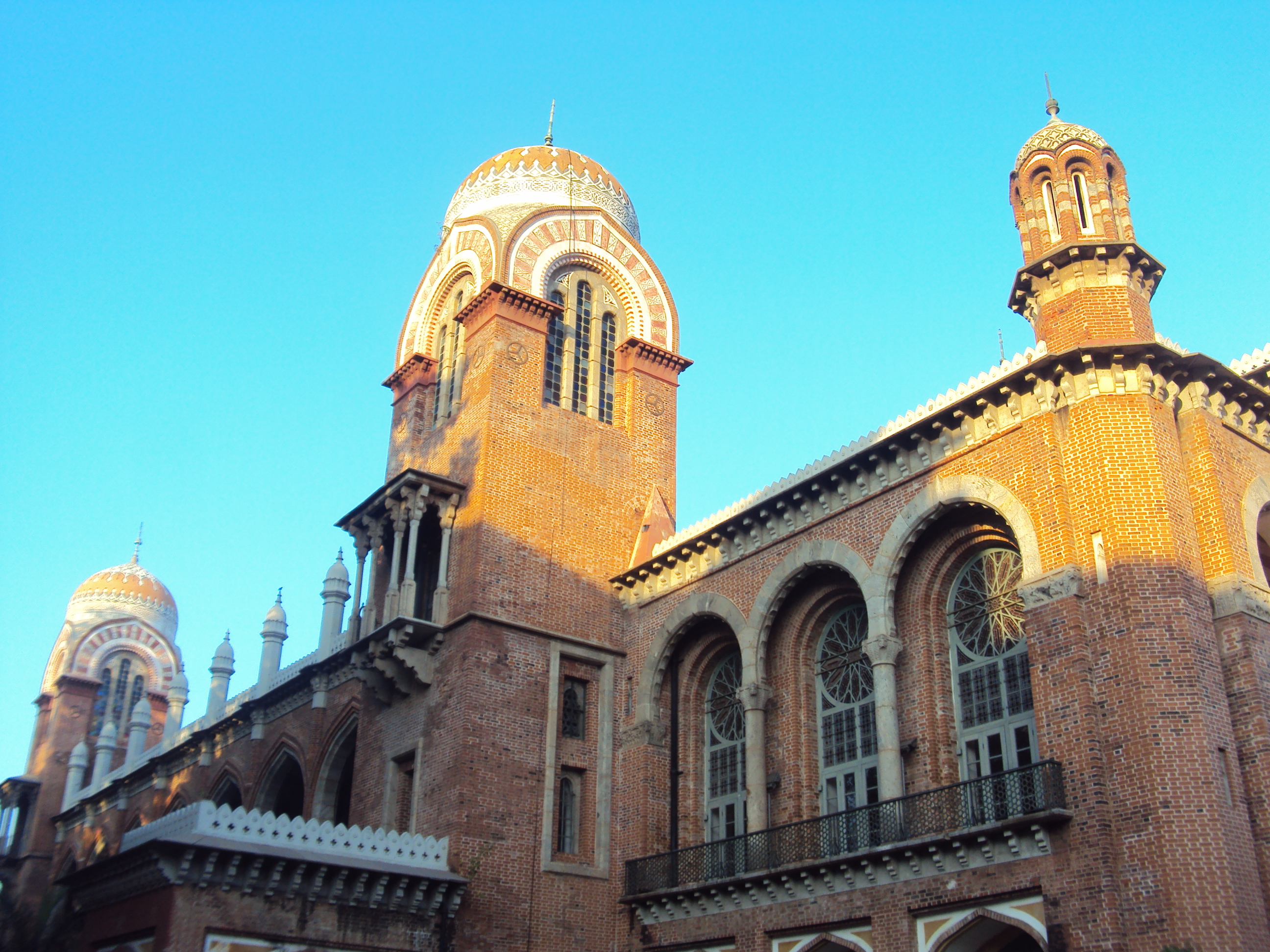
マドラス大学

- 1857年創立のマドラス大学は、市内に3つのキャンパスを持ち、教養学、科学、商学などの幅広い教育を引き受けている総合大学である。市内のカレッジの多くがマドラス大学の傘下に加盟している。以下のようなものがある。
  - マドラス基督教大学（Madras Christian College ; 1837年創立）
  - マドラス管区大学（Presidency College ; 1840年創立）
  - パッチャイヤッパル大学（Pachaiyappa's College ; 1842年創立）
  - マドラス医科大学（Madras Medical College ; 1835年創立）
  - ヴィヴェーカーナンダ大学（Vivekananda College ; 1948年創立）
- また、マドラス大学の以下のカレッジは独自の組織として運営されている。
  - 基督教女子大学（英語版）（Women's Christian College ; 1915年創立）
  - ロヨラ大学（英語版）（Loyola College, Chennai ; 1925年創立）
  - 国立服飾技術大学（英語版）（National Institute of Fashion Technology ; 1995年創立）
  - アジア報道大学（英語版）（Asian College of Journalism ; 2000年創立）
  - マドラス社会事業大学（英語版）（Madras School of Social Work ; 1952年創立）

- 南部郊外には、インド工科大学マドラス校（英語版）が1959年に創立されている。

- 同じく南部郊外に、1978年に創立されたアンナー大学（英語版）があるが、以下のようなカレッジの合同体である。
  - ギンディ工科大学（英語版）（College of Engineering, Guindy ; 1794年創立）
  - マドラス理科大学（英語版）（Madras Institute of Technology ; 1949年創立）
  - アリャガッパー理科大学（英語版）（Alagappa College of Technology ; 1944年創立）
  - 建築設計大学（英語版）（School of Architecture and Planning ; 1957年創立）

この他、タミル・ナードゥ州にある工科、理科、建築に関する大学は、おおかたアンナー大学に所属している。また、独立して運営されている大学が他に多数存在する。
- アンベードカル博士法科大学（英語版）は、1891年に創立された。
- マドラス医科大学は1835年に創立された、インドの中でも医科教育の機関としては最も古い部類に入る大学である。
- スタンレー医科大学（英語版）
- キーリュパウク医科大学
- シュリー・ラーマチャンドラ医科大学・研究所（英語版）
- マドラス獣医科大学（英語版）は、1903年に創立された、インド最初の獣医科専門大学である。

1890年に設置されたコンネマラ公共図書館は、インドの4つの国立保管センターのうちのひとつであり、したがってインドで発行された新聞と図書をすべて保管している。ユネスコの指定情報センターともなっている。
この他に主要な図書館として、セント・ジョージ要塞にあるインド考古調査局図書館や、ラーマクリシュナ僧院図書館、クリシュナムールティ協会図書館などがある。

## 文化・スポーツ

### クリケット

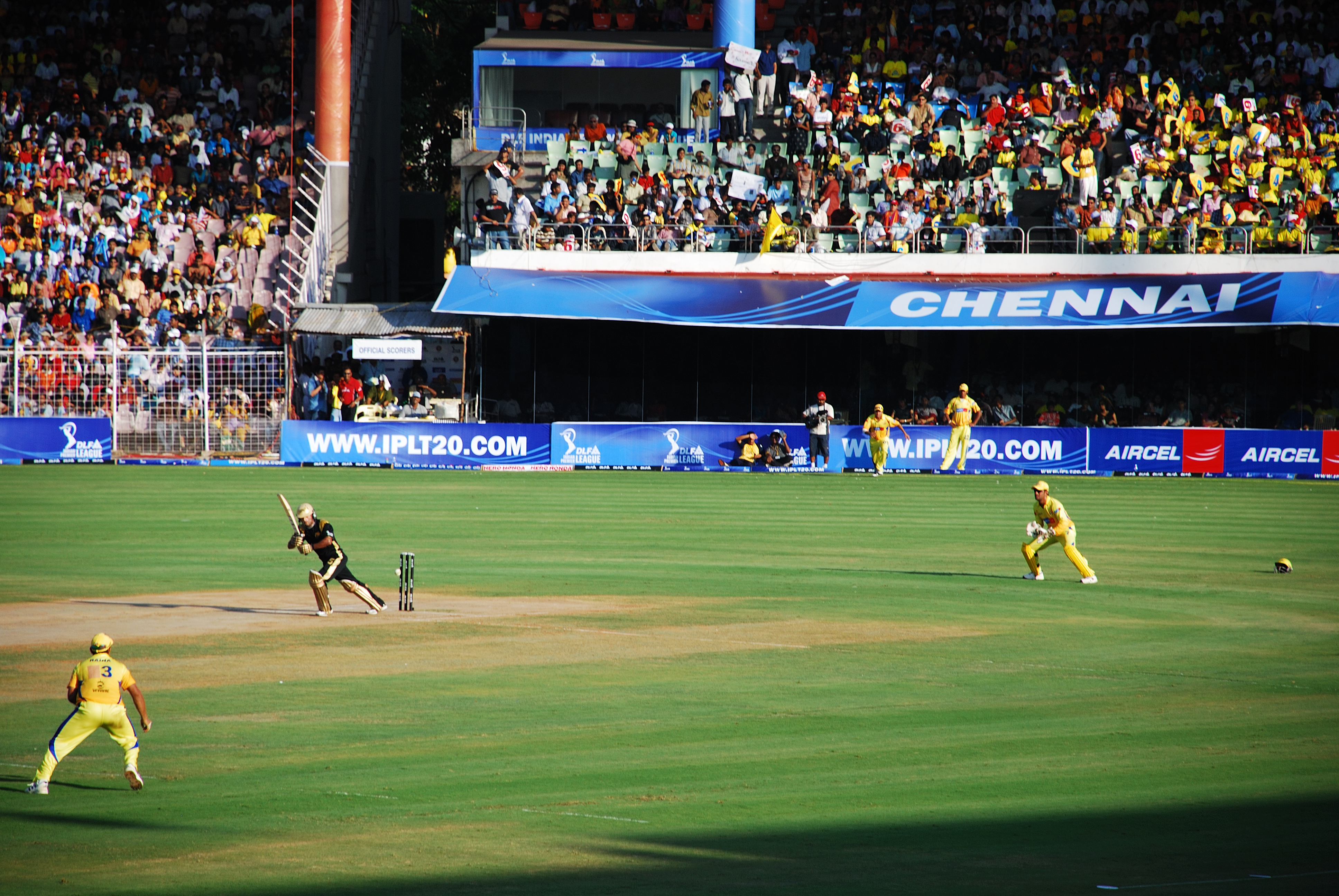
チェンナイ・スーパーキングスの試合

クリケットはチェンナイで一番人気のあるスポーツである。最も象徴的な現代エンターテイメントとも言われ、ボリウッド映画より人気が高いと評される。トゥエンティ20形式のプロリーグであるインディアン・プレミアリーグ (IPL)所属のチェンナイ・スーパーキングスが所在している。IPLでは優勝回数が最多タイの5回で最も成功しているチームの一つである。2022年のフォーブスの発表によると、チェンナイ・スーパーキングスの資産価値は11億5000万ドルであり、北米4大プロスポーツリーグのチームに劣らない規模がある。インドで最も尊敬されているクリケット選手の一人であるマヘンドラ・シン・ドーニやイングランド代表の主力選手であるベン・ストークスなどが在籍している。

### その他
主なスポーツイベント
- マハラシュトラ・オープン - 毎年1月にSDATテニススタジアムにて開催されるテニス ATPツアートーナメント。カテゴリは250。

### チェンナイを本拠地とする主なスポーツチーム
| チーム名                     | 競技             | 所属リーグ                           | ホームスタジアム                     | 創設年 |
| ---------------------------- | ---------------- | ------------------------------------ | ------------------------------------ | ------ |
| チェンナイ・スーパーキングス | クリケット       | インディアン・プレミアリーグ         | M. A. チダンバラム・スタジアム       | 2008   |
| チェポーク・スーパー・ジルズ | クリケット       | タミル・ナードゥ・プレミアリーグ     | M. A. チダンバラム・スタジアム       | 2016   |
| チェンナイインFC             | サッカー         | インディアン・スーパーリーグ         | ジャワハルラール・ネルー・スタジアム | 2013   |
| チェンナイ・スマッシャーズ   | バドミントン     | プレミア・バドミントンリーグ         | Gachibowli Indoor Stadium            | 2015   |
| タミル・タライバス           | カバディ         | プロ・カバディリーグ                 | ジャワハルラール・ネルー屋内競技場   | 2017   |
| チェンナイ・スラム           | バスケットボール | UBAプロバスケットリーグ              | ジャワハルラール・ネルー屋内競技場   | 2015   |
| チェンナイ・ストライカーズ   | ビリヤード       | インディアン・キューマスターズリーグ | N/A                                  | 2017   |

## 出身関連著名人
- ピート・ベスト - ビートルズ初期のドラマー。英国統治領時代のマドラス生まれ。
- ヴィスワナータン・アーナンド - チェンナイ出身のチェスプレイヤー。2010年~2013年までチェスの世界王者。
- サンダー・ピチャイ - Googleの最高経営責任者。マドゥライで生まれ、チェンナイで育った。